# Falköpings tingsrätt
Falköpings tingsrätt var en tingsrätt i Västra Götalands län. Domsagan omfattade vid upplösningen kommunerna Falköping och Tidaholm. Tingsrätten och dess domsaga ingick i domkretsen för Göta hovrätt. Tingsrätten hade kansli i Falköping. År 2001 uppgick tingsrätten och domsagan i Skövde tingsrätt och domsaga.

## Administrativ historik
Vid tingsrättsreformen 1971 bildades denna tingsrätt i Falköping från häradsrätten för Vartofta och Frökinds domsagas tingslag. Domkretsen bildades av detta tingslag  samt delar ur Gudhems och Kåkinds tingslag och delar ur Skarabygdens domsagas tingslag. Senast 1974 tillfördes områden från Kinds och Redvägs tingslag. Från 1971 ingick Falköpings kommun, Habo kommun och Mullsjö kommun samt ytterligare områden bland andra de områden som 1974 bildade Tidaholms kommun.
Från tingsrättens domsaga överfördes 1998 Habo och Mullsjö kommuner till Jönköpings tingsrätts domsaga i samband med att kommunerna bytte länstillhörighet.
17 september 2001 uppgick denna tingsrätt och domsaga i Skövde tingsrätt och domsaga.

## Lagmän
- 1971–1973: Georg von Euler
- 1973: Nils Lindroth
- 1974–1980: Thord Granger
- 1980–1995: Jan Lindström
- 1995-2001: Jan Waren